# Stefan Lauener
Pour les articles homonymes, voir Lauener.
Stefan Lauener, parfois écrit Stephan Lauener, né en 1898 et mort en 1988, est un skieur suisse. Il fait du saut à ski et également du combiné nordique, discipline dans laquelle il se classe 13e aux Jeux olympiques de 1928.

## Biographie
Stefan Lauener est né en 1898. En 1922, il signe le record du Silberhorn-Schanze à Wengen. Le 1er janvier 1923, il domine le concours d'inauguration du Mettenberg situé à Grindelwald avec un saut à 35 m.
En 1925, il se classe 6e du concours de saut à ski des championnats du monde (de) et 11e du combiné nordique. En 1925, il détient un temps le record du Bernina-Roseg-Schanze (pl). Entre 1927 et 1928, il est le président du ski-club de Wengen. Comme son père, il est boulanger à Wengen dans la vie professionnelle.
En 1928, il domine le concours de saut du Championnat de Suisse de ski. Ensuite, il termine 13e aux Jeux olympiques de 1928 en combiné nordique. Lors des championnats du monde de ski nordique 1929, une course de ski alpin de démonstration (de) est disputée. Elle est remportée par Bronisław Czech devant Bill Bracken et Stefan Lauener.

## Résultats

### Jeux olympiques
| Épreuve / Édition | St-Moritz 1928 |
| Combiné nordique  | 13e            |

### Championnats du monde
| Épreuve / Édition   | Janské Lázně 1925 | Zakopane 1929 |
| Saut à ski          | 6e                | 21e           |
| Combiné nordique    | 11e               | 20e           |
| Ski de fond (18 km) | 35e               | ?             |

### Autre
En 1928, il domine le concours de saut à ski du Championnat de Suisse de ski
Lors des championnats du monde de ski nordique 1929, une course de ski alpin de démonstration est disputée. Elle est remportée par Bronisław Czech devant Bill Bracken et Stefan Lauener.